# Angelica Sin

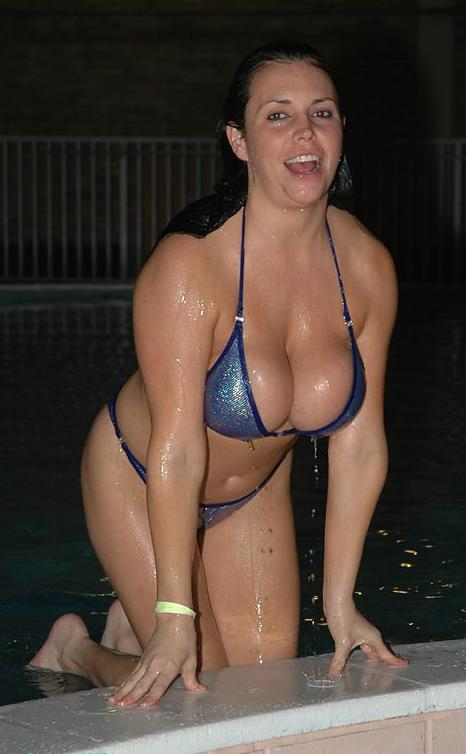
Angelica Sin (2005)

Angelica Sin (* 9. April 1974 in Jacksonville, North Carolina als Angela Oliver) ist eine US-amerikanische Pornodarstellerin, Schauspielerin und Wrestlerin.

## Leben
Sin machte ihren Abschluss an der University of South Carolina. Sie wurde dort zur Krankenschwester ausgebildet und arbeitete im Anschluss in verschiedenen Jobs als solche. Während ihrer Ausbildung lernte sie auch ihren späteren Ehemann kennen, den Pornodarsteller und -regisseur Rich Handsome (Howard McCullough). Sie wechselte dann zur Arbeit als Stewardess und Tänzerin in  Stripclubs. 1996 zog sie nach Fort Lauderdale, wo sie als Stripperin und Fotomodell arbeitete. Sie tourte dann durch die USA und Kanada. Bald danach drehte sie Hardcorefilme und zog 1997 nach Los Angeles. Insgesamt drehte sie ca. 300 Filme, darunter einige nicht-pornografische wie den Erotikthriller Wicked Temptations und das Erotikdrama Deviant Obsession, die in Frankreich im Fernsehen ausgestrahlt wurden. Im Pornografiebereich war sie am preisgekrönten Werk The New Devil in Miss Jones beteiligt, einem Remake des Klassikers The Devil in Miss Jones. Später trat sie in entsprechenden Hardcorefilmen als Cougar oder einer MILF auf, beispielsweise in der ersten Folge der Reihe Seasoned Players. Sie drehte Filme für verschiedene Produktionsgesellschaften wie Vivid Entertainment Group, Metro, Adam & Eve und arbeitete mit Regisseuren wie Jill Kelly, Seymore Butts, Brad Armstrong und Paul Thomas. Sin war für drei AVN Awards nominiert.
Sin arbeitete auch als Wrestlerin in der „Women’s Erotic Wrestling“-Vereinigung. Sie stieg unter anderem mit Fujiko Kano und Taylor St. Clair in den Ring.

## Filmografie (Auswahl)
- 1996: Big Busted Goddesses of Beverly Hills
- 1999: Throbin Hood[8]
- 2002: Wicked Temptations (Thriller)
- 2002: Deviant Obsession (Krimi / Drama)
- 2003: Sinful Deeds (Thriller)
- 2005: The New Devil in Miss Jones[5]
- 2007: It's a Mommy Thing!

## Nominierungen
- 2004: AVN-Award-Nominierung – Best Anal Sex Scene, Video - Juggernauts[9]
- 2005: AVN-Award-Nominierung – Best Oral Sex Scene, Video - Big Wet Asses 3[10]
- 2006: AVN-Award-Nominierung – Best Oral Sex Scene, Film - Emotions[11]